# Платанос (Буэнос-Айрес)
Пла́танос (исп. Plátanos) — город в Аргентине в провинции Буэнос-Айрес. Часть агломерации Большой Буэнос-Айрес.

## История
В XIX веке земли в этих местах принадлежали семье Годой. После того, как через них прошла железная дорога, соединившая Буэнос-Айрес с Энсенадой, здесь в 1875 году возникла железнодорожная станция «Годой». 1 февраля 1906 года станция Годой была переименована в Платанос, такое же название получило и возникшее возле неё поселение.
В 1960 году был образован муниципалитет Берасатеги, и поселение вошло в его состав.